# 優雅な一族
『優雅な一族』(ゆうがないちぞく、原題:우아한 가、漢:優雅한 家、英題:Graceful Family)は、2019年に韓国のMBNとDramaxで放送されたテレビドラマ。

## 概要
『優雅な一族』は、2019年8月21日から同年10月17日までの間MBNとDramaxのMBN水・木ドラマ枠で優雅な財閥一族と財閥の危機管理部門が秘匿してきた秘密、ヒロインが帰国したことから揺り動かされる跡目争い、弁護士がかかえる秘密、それら真相を追うヒロインと弁護士を描くサスペンス・ドラマである。
視聴率が第5話で3.7%となり、MBNドラマ史上最高記録を更新する。引き続き第11話で7%、最終話(16話)8.5%となり、23時放送枠としては異例の高視聴率となった。
韓国で放送時、マレーシア、インドネシア、フィリピン、台湾、香港、タイ、ベトナム、北米・南米地域まで全8地域で先行販売が決まり、マレーシア、インドネシア、フィリピン、台湾で同時放送された。
日本では、『優雅な一族』の邦題で全16話としてKNTVで2020年3月2日から初放送となる。

## あらすじ
韓国最大級の財閥MCグループの名誉会長モ・ワンピョが危篤状態になり、現会長モ・チョルヒや危機管理部門TOPリーダーのハン・ジェグクが慌ただしく動き出す。そんな中、祖父が危篤と知り、MCグループの令嬢モ・ソッキが15年ぶりにアメリカから帰国する。ソッキは、ある事件がきっかけとなり、ジェグクによってアメリカに追いやられてしまっていた。ワンピョは孫娘であるソッキを溺愛しており、財閥の後継者にするに当たりジェグクに法的な相談をし始めた直後に、交通事故にあってしまう。ソッキは、帰国した際に知り合った弁護士ホ・ユンドと協力して財閥一族と危機管理部門が秘匿する秘密の真相を探るようになる。ワンピョがソッキを溺愛していることを知っているモ一家は、真相の発覚や後継者争いに影響がでないようソッキを邪魔するようになる。

## キャスト
モ・ソッキ
演 - イム・スヒャン
韓国最大級の財閥MCグループの令嬢。母親の殺人事件を機にアメリカで暮らしていたが、名誉会長の祖父が危篤と知り帰国する。母親の事件の真相を探るため、弁護士のホ・ユンドを雇う。
ホ・ユンド
演 - イ・ジャンウ
ある交通事故の際にモ・ソッキと出会い、MCグループの危機管理部門"TOP"に就職することになる。
ハン・ジェグク
演 - ペ･ジョンオク
MCグループの危機管理部門"TOP"のリーダー。元検事で、冷静沈着にもの事を遂行するやり手。ソッキがアメリカから帰国してから歯車が狂い出す。
モ・ワンス
演 - イ・ギュハン
MCグループの長男。映画監督をしているが、湯水の如くお金を使ってしまう。財閥一家のお荷物的な存在となっている。ソッキは、一家の中では一番信用している。
モ・ワンジュン
演 - キム・ジヌ
MCグループの次男。MCグループの常務を務め、長男のワンスとは正反対で優秀である。両親からの期待を一身にうけているが、誰にも言えない秘密を持っている。
モ・チョルヒ
演 - チョン・ウォンジュン
MCグループ会長。高圧的な態度で、誰も逆らうことができない。
モ・ワンピョ
演 - チョン・グクファン
MCグループ名誉会長。ソッキを後継者にしようと決めた直後に事故にあってしまう。
ペク・スジン
演 - コン・ヒョンジュ
ワンジュンの妻で名家の出身。夫婦仲は冷え切っている。

## 外部サイト
- 우아한 가 − MBN（朝鮮語）
- 優雅な一族 - IMDb（英語）

| スタブアイコン | サブスタブ | この項目は、まだ閲覧者の調べものの参照としては役立たない、テレビ番組に関連した書きかけの項目です。この項目を加筆・訂正などしてくださる協力者を求めています（P:テレビ/PJ:放送または配信の番組）。 |